# 鉄の女

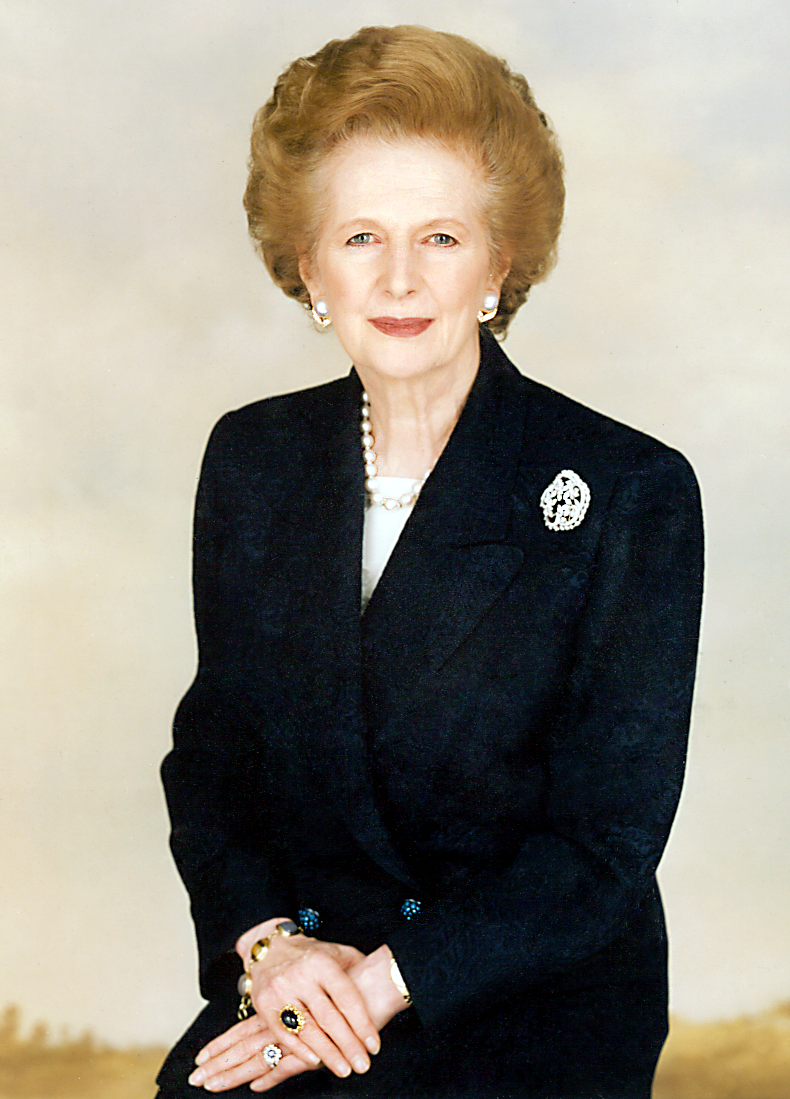
「鉄の女」として知られるサッチャー元イギリス首相

鉄の女（てつのおんな、英: Iron Lady）とは、しばしば女性の政府の長に付けられる愛称で、強い意志を持つ女性を「鉄」に例え描写するものである。マーガレット・サッチャーがこのように比喩されるのはよく知られているが、これは、1976年にサッチャーの共産主義に対する不寛容な態度を、ソビエト連邦のマスメディアが非難した言葉にちなむ。

## 概説
「鉄の女」と呼ばれた女性政治家の例を挙げる。
- マーガレット・サッチャー - イギリスの第71代首相（1979年 - 1990年）
- バーバラ・キャッスル - イギリス労働党の指導者。40年以上にわたって政治家を務めた[2]。
- インディラ・ガンディー - インドの第5代、第8代首相（1966年 - 1977年、1980年 - 1984年）
- ゴルダ・メイア - イスラエルの第5代首相（1969年 - 1974年）
- ユージェニア・チャールズ - ドミニカ国第3代首相（1980年 - 1995年）。「カリブの鉄の女」として知られる。
- ビリャナ・プラヴシッチ - スルプスカ共和国第2代大統領（1996年 - 1998年）。「セルビアの鉄の女」として知られる[3]。
- ユーリヤ・ティモシェンコ - ウクライナの第11代、第14代首相（2005年、2007年 - 2010年）[4][5]
- ジルマ・ルセフ - ブラジルの第36代大統領（2010年 - 2016年）[6]
- アンゲラ・メルケル - ドイツの第8代首相（2005年 - 2021年）
- エレン・ジョンソン・サーリーフ - リベリアの大統領（2006年 - 2018年）[7]
- ダリア・グリバウスカイテ - リトアニアの大統領（2009年 - 2019年）[8]
- アウンサンスーチー - ミャンマーの国家顧問（2016年 - ）
- ネリー・クルース - 欧州委員会競争政策担当委員（2004年 - 2010年）。「反トラストの鉄の女」とも「鉄のネリー」とも呼ばれる[9]。
- イメルダ・マルコス - 元フィリピン大統領フェルディナンド・マルコスの元ファーストレディ。「鉄の蝶」と呼ばれる[10]。
- マデレーン・オルブライト - 第64代アメリカ合衆国国務長官（1997年 - 2001年）。「チタンの女」と呼ばれる[11]。
- 林鄭月娥 - 第5代香港特別行政区行政長官（2017年 - 2022年）[12]
- 小池百合子 - 第20代東京都知事（2016年 - ）
- 蔡英文 - 第14・15代中華民国総統（2016年 - 2024年）[13]
- リズ・トラス - イギリスの第78代首相（2022年）。サッチャーになぞらえて「鉄の女2.0」と呼ばれる。[14]